# Gwardia (serial telewizyjny)
Gwardia (ukr. Гвардія / Hwardija) – ukraiński sensacyjno-dramatyczny serial telewizyjny składający się z 4 części, w reżyserii Ołeksija Szapariewa, emitowany od 23 maja 2015 roku na kanale 2+2. W Polsce emitowany był na antenie TVP1 od 24 listopada 2015 roku, około godziny 22:00; co tydzień po jednym odcinku. Narracja prowadzona jest wokół losów żołnierzy Gwardii Narodowej ukraińskiego Ministerstwa Spraw Wewnętrznych. Zdjęcia do serialu zrealizowano m.in. w bazie wojskowej w Wasylkowie w obwodzie kijowskim.

## Opis fabuły
Akcja serialu rozpoczyna się podczas wydarzeń kijowskiego Euromajdanu, gdzie bohaterowie znajdują się po różnych stronach barykady. Kiedy konflikt przesunął się na wschód kraju, byli przeciwnicy trafiają do Gwardii Narodowej Ukrainy. Różna, a czasem konfliktowa młodzież musi przebyć szkołę prawdziwego żołnierza.

## Obsada
| Rola                  | Aktor                 |
| --------------------- | --------------------- |
| Dziadek               | Ołeksij Horbunow      |
| Tatar                 | Achtem Seitabłajew    |
| Książę                | Dmytro Stupka         |
| Borys                 | Denys Martynow        |
| Sotnik                | Denys Hranczak        |
| Wujko                 | Dmytro Tubolcew       |
| porucznik             | Bohdan Jusypczuk      |
| Nata                  | Hanna Topczij         |
| Maryla                | Wiktorija Tokmanenko  |
| Kombat                | Kostiantyn Szaforenko |
| Żanna (matka Księcia) | Rymma Ziubina         |
| Huram                 | Iwane Iantbelidze     |